# Олег Дал
Олег Иванович Дал (на руски: Оле́г Ива́нович Да́ль) е съветски и руски актьор. Роден е на 25 май 1941 г. Умира едва 39-годишен на 3 март 1981 г. в Киев.

## Избрана филмография
| Година | Заглавие на български | Оригинално заглавие    | Роля               | Режисьор | Бележки |
| ------ | --------------------- | ---------------------- | ------------------ | -------- | ------- |
| 1962   | „Малкият ми брат“     | Мой младший брат       | Алик Крамер        |          |         |
| 1973   | „Лошият добър човек“  | Плохой хороший человек | Иван Лаевски       |          |         |
| 1975   | „Не може да бъде!“    | Не может быть!         | съпругът на Татяна |          |         |
| 1980   | „Неканен приятел“     | Незваный друг          | Виктор Свиридов    |          |         |